# Berkaer Straße 15 (Weimar)

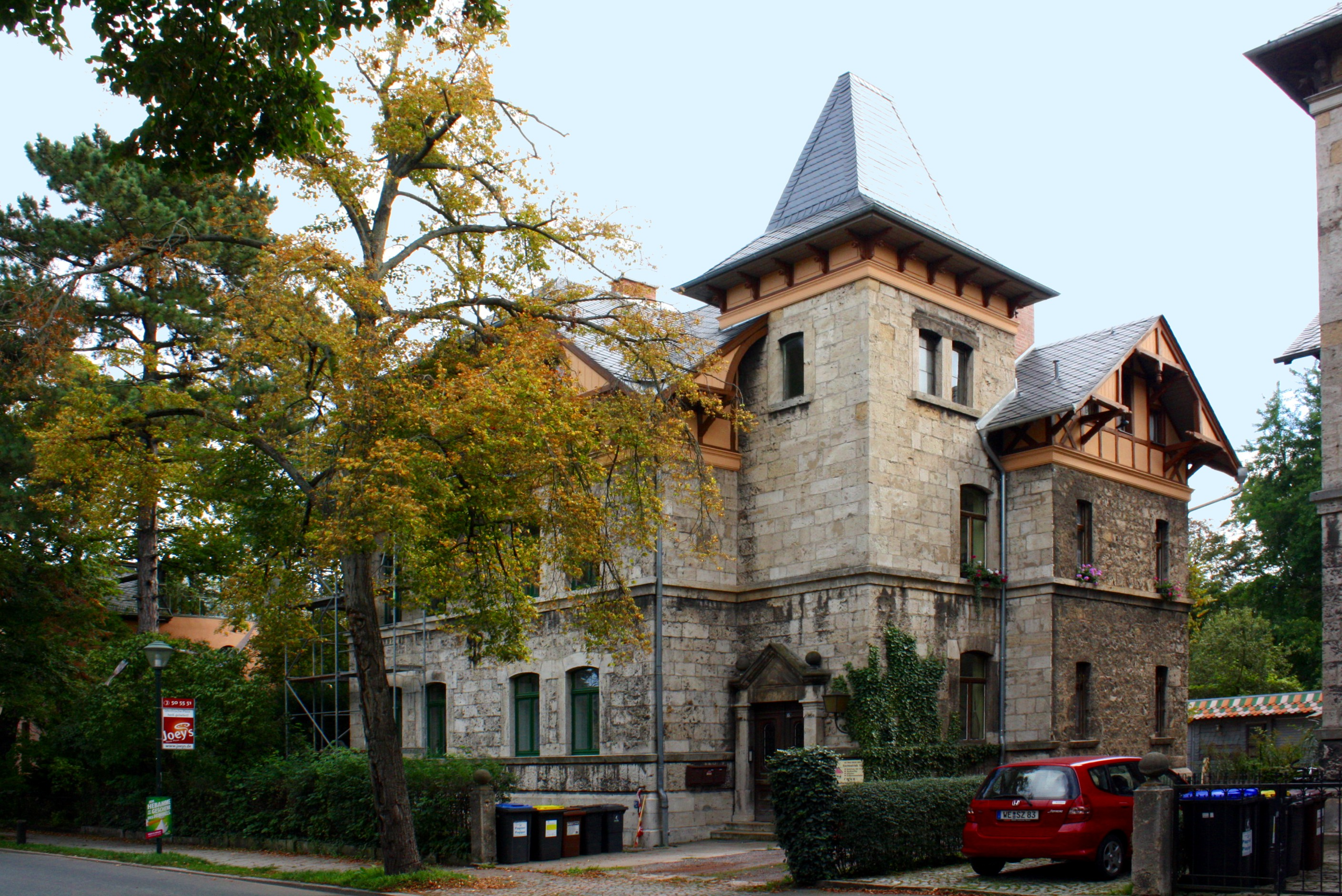
Berkaer Straße 15

Das Haus Berkaer Straße 15 in Weimar ist ein denkmalgeschütztes Etagenwohnhaus im Landhausstil.

## Geschichte und Beschreibung
Das Wohnhaus im Landhausstil entstand 1886/87 nach dem Entwurf von Rudolf Zapfe unter Berücksichtigung des Erscheinungsbildes zum westlichen Nachbargebäude Berkaer Straße 17 zu dem es sich spiegelbildlich verhält. Der zweigeschossige Bau ist vollständig unterkellert und um die Breite des Vorgartens von der Straßenflucht zurückgesetzt. Die malerische Staffelung des Baukörpers ist typisch für den Landhausstil, dessen oberer Abschluss das Pyramidendach bildet, der das turmartige Treppenhaus bekrönt. Im Jahre 1910 wurde durch den Architekten Armin Zunckel an der Ostseite eine Veranda angebaut. Die  Materialien sind Travertingestein an den Fassaden, Sichtfachwerk an den Ziergiebeln und Schiefer für die Dachbedeckung (ehemals englischer Musterschiefer). Die Oberflächen der Werksteine wurden handwerklich bearbeitet, die Quader am Sockel gestockt, die Hausteine an den Wänden geflächt und die Gesimse geglättet. Der wichtigste Zierrat befindet sich am zweiflügeligen Eingang mit der dunklen Holztür, gerahmt von einem Portal mit Dreiecksgiebel und Kugelaufsätzen. Die Innenausstattung der Erbauungszeit ist weitgehend erhalten. Der Metallgitterzaun mit dem Eingangstor begrenzt das Grundstück.